# Linger
Linger är en ort i Luxemburg.   Den ligger i distriktet Luxemburg, i den sydvästra delen av landet, 18 kilometer väster om huvudstaden Luxemburg. Linger ligger 277 meter över havet och antalet invånare är 591.
Terrängen runt Linger är huvudsakligen platt. Linger ligger nere i en dal.  Runt Linger är det tätbefolkat, med 427 invånare per kvadratkilometer.. Närmaste större samhälle är Luxemburg, 18,2 kilometer öster om Linger. 
Omgivningarna runt Linger är en mosaik av jordbruksmark och naturlig växtlighet.